# Anno Mundi
Anno Mundi (skrót: AM; (łac. „rok świata”) – według kalendarza żydowskiego określenie daty ery kalendarzowej liczonej od stworzenia Świata.

## Judaizm
Lata w kalendarzu żydowskim liczone są od stworzenia Świata. Obecnie używany system został oparty na obliczeniach zawartych w Seder Olam Rabbah napisanej przez rabbiego Jose ben Halafta około 160 roku. Wedle tych obliczeń świat został stworzony w roku 3761 p.n.e.

## Inne obliczenia
Określenie Anno Mundi było używane przez historyków wczesnochrześcijańskich. Beda Czcigodny datował stworzenie na 18 marca 3952 r. p.n.e. Irlandzkie Kroniki Czterech Mistrzów mówią o 5194 roku p.n.e.
W kalendarzu bizantyjskim funkcjonuje porównywalne pojęcie Etos Kosmou, które umieszcza stworzenie świata 1 września 5509 r. p.n.e. Era aleksandryjska liczona jest od  29 sierpnia 5493 r. p.n.e.
James Ussher w roku 1654 datował stworzenie na 23 października 4004 roku p.n.e.
Inne powiązane wyrażenia to Anno Lucis w wolnomularstwie, które dodaje 4 tysiące lat do daty n.e., oraz Data Juliańska - liczba dni, które upłynęły od południa  1 stycznia 4713 r. p.n.e.
Data wywiedziona z Rzymskiego Martyrologium to 25 marca 5199 r. p.n.e., co jest bliskie dacie z Kronik Irlandzkich wymienionych wyżej.